# USS K-2 (SS-33)
USS K-2 (SS-33) (izvorno USS Cachalot) bila je druga američka podmornica klase K. 

## Povijest
Izgrađena je u brodogradilištu Fore River u Quincyju. Porinuta je 4. listopada 1913. i u operativnu uporabu primljena je 31. siječnja 1914.

### Operativna uporaba
Nakon što je završila s testiranjima u vodama Nove Engleske, pridružila se 4. Diviziji Atlantske Torpedne Flotile. Naredne tri godine duž istočne obale SAD-a izvodi eksperimente koji su za cilj imali razvoj novih tehnika podmorničarskog ratovanja.
12. listopada iz New London upućuje se prema Azorima gdje obavlja ophodne zadatke u potrazi za neprijateljskim podmornicama. 20. listopada 1918. kreće na put prema Sjedinjenim Državama u koje stiže 10. studenog kako bi nastavila s operacijama u priobalju.
Od 1919. do 1923. krstareći istočnom obalom, ponovno je uključena u podmorničarski razvoj i eksperimente koji su uvelike pomogli daljnji razvoj američkih podmornica.
15. studenog 1922. stiže u Hampton Roads gdje ostaje do svog povlačenja iz službe 9. ožujka 1923. 3. lipnja 1931. prodana je kao staro željezo.